# Новомихайловка (Московская область)
Новомихайловка — деревня в Можайском районе Московской области в составе сельского поселения Бородинское. Численность постоянного населения по Всероссийской переписи 2010 года — 5 человек. До 2006 года Новомихайловка входила в состав Синичинского сельского округа.
Деревня расположена в северо-западной части района, примерно в 21 км к северо-западу от Можайска, у истока безымянного ручья, впадающего в Можайское водохранилище, высота центра над уровнем моря 213 м. Ближайший населённый пункт — Поздняково в 2 км на северо-восток.